# Трифоныч
Трифоныч — поселок в Костромском районе Костромской области. Входит в состав Самсоновского сельского поселения.

## География
Находится в юго-западной части Костромской области приблизительно в 11 км от станции Кострома-Новая на юг на правом берегу Волги.

## История
В 1773 году здесь была отмечена деревня Богдан (Харламов взвоз), возле которой позднее была построена усадьба Богданово, принадлежавшая Сухотиным. В 1904 году усадьбу купил Александр Фёдорович Витов, текстильный фабрикант из Иваново-Вознесенка.  Усадьба была перестроена и получила новое название – Витово. После революции усадьба была национализирована и переименована в честь Фрунзе (Трифоныч – один из его литературных псевдонимов). В господском доме открыли санаторий «Красный Профинтерн», позднее туберкулезный санаторий (ныне закрыт).

## Население
Постоянное население составляло 85 человек в 2002 году (русские 96 %), 77 в 2022.

## Инфраструктура

### Транспорт
Трифоныч обслуживается пригородным автобусным маршрутом №139 Кострома — Трифоныч.